# Neuróglia
As células da glia, geralmente chamadas neuróglia, nevróglia, gliócitos ou simplesmente glia (em grego, γλία: "cola"), são células não neuronais do sistema nervoso central que proporcionam suporte e nutrição aos neurônios. 
Geralmente arredondadas, no cérebro humano as células da glia são encontradas em frequência próxima a 1:1 em relação aos neurônios pelas estimativas mais recentes. Esse valor, aceite atualmente, difere em algumas ordens de grandeza em relação a outras estimativas que eram difundidas anteriormente e que previam uma quantidade de células da glia, aproximadamente, 1000 vezes maior que a dos neurônios no corpo humano.Ao contrário do neurônio, que é amitótico, nas células gliais ocorre a mitose.
Por décadas, neurocientistas acreditaram que os neurônios eram os responsáveis por toda a comunicação no cérebro e sistema nervoso, e que as células gliais, embora nove vezes mais numerosas que os neurônios, apenas os alimentavam. Novas técnicas de imagem e instrumentos de “escuta” mostram que as células gliais se comunicam com os neurônios e umas com as outras. As células gliais são capazes de modificar esses sinais nas fendas sinápticas entre os neurônios e podem até mesmo influenciar o local da formação das sinapses. Devido a essa proeza, as células gliais podem ser essenciais para a aprendizagem e para a construção de lembranças, além de importantes na recuperação de lesões neurológicas. Experiências para provar isso estão em andamento.

## Tipos de células gliais

### Microglia
Microglia consiste em macrófagos especializados, capazes de fagocitar, que protegem os neurônios. São as menores de todas as células gliais e correspondem a 15% de todas células do tecido nervoso.
Da microglia fazem parte as células ependimárias.

### Macroglia
Os tipos de células da macroglia são astrócitos, oligodendrócitos e células de Schwann, ambos formados a partir de glioblastos,que são células embrionárias de derivação neuroepitelial. Por volta da quinta semana de vida fetal, ocorre o fechamento do tubo neural e a formação do sulco neural, a partir do qual se forma a primitiva medula espinhal, constituída de epitélio pseudoestratificado (estrato neuroepitelial). Ali, as células se multiplicam e se diferenciam em neuroblastos (precursores dos neurônios) e glioblastos. Quando cessa a produção de neuroblastos, os glioblastos migram pela camada de substância cinzenta (camada interna da medula espinhal), dando origem aos astrócitos, e pela camada de substância branca (camada externa), onde se diferenciam em oligodendrócitos.
| Localização | Nome             | Descrição |
| SNC         | Astrócitos       | Forma estrelada; sinalização celular; a comunicação neurónio-astrócito dá-se em ambas as direcções; os pés dos astrócitos ligam neurónios e vasos sanguíneos (função nutritiva). |
| SNC         | Oligodendrócitos | Fabricação da mielina a partir de lípidos e proteínas; neurónios do SNC revestidos por oligodendrócitos.                                                                         |
| SNC         | Glioblastos      | Na Retina esta é a principal célula glial e participa na comunicação bidirecional dos neurónios.                                                                                 |

## Funções
As principais funções das células da glia são cercar os neurônios e mantê-los no seu lugar, fornecer nutrientes e oxigênio para os neurônios, isolar um neurônio do outro, destruir patógenos e remover neurônios mortos. Mantêm a homeostase, formam mielina e participam na transmissão de sinais no sistema nervoso.
As células da glia têm a importante função de produzir moléculas que modificam o crescimento de dendritos e axónios. Descobertas recentes no hipocampo e cerebelo indicam que também participam ativamente nas transmissões sinápticas, regulando a liberação de neurotransmissores ou liberando-os elas mesmas, e liberando ATP que modela funções pré-sinápticas.
São cruciais na reparação de neurônios que sofreram danos: no sistema nervoso central, a glia impede a reparação (os astrócitos alargam e proliferam, de modo a produzirem mielina e moléculas que inibem o crescimento de um axónio lesado); no sistema nervoso periférico , as células de Schwann promovem a reparação.